# NGC 6166A
NGC 6166A (другие обозначения — MCG 7-34-50, PGC 58254) — линзообразная галактика (S0) в созвездии Геркулес.
Этот объект не входит в число перечисленных в оригинальной редакции «Нового общего каталога» и был добавлен позднее.